# Centro Cultural de España en Montevideo
El Centro Cultural de España en Montevideo (acrónimo CCE Montevideo) es un centro cultural uruguayo, está ubicado en la calle Rincón 629, entre las calles Juan Carlos Gómez y Bartolomé Mitre, Ciudad Vieja, Montevideo.
Cuenta con una variada programación, la cual abarca diversas áreas de actividades gratuitas para el público, que incluyen exposiciones, talleres, conferencias, conciertos, ciclos de cine y teatro y una emisora radial por internet, entre otras.

## Historia
El Centro Cultural de España en Montevideo fue creado en 2003 por iniciativa de la Agencia Española de Cooperación Internacional para el Desarrollo con el fin promover y desarrollar la cultura española y las iniciativas culturales de Uruguay. 
Durante muchos años el gestor cultural y periodista uruguayo Enrique Mrak se desempeñó como director del Área de Actividades Académicas y de Acción Cultural.
En la actualidad la titular del Centro Cultural de España en Montevideo es Paula Olivares Murcia.

## Edificio

Imagen en 1927.

El actual complejo del centro cultural de España fue construido en 1912, concebido como un establecimiento comercial propiedad de la firma Casa Mojana, un importante bazar y ferretería de la época. 
En los años ochenta, el edificio fue adquirido por el Estado y en 1996 recibió la declaración de Monumento Histórico Nacional por iniciativa de la Comisión del Patrimonio Cultural de la Nación. Ese mismo año fue otorgado en régimen de Comodato a la Agencia Española de Cooperación Internacional para el Desarrollo, por un periodo de treinta años, con el fin de instalar en el mismo un complejo cultural. Las obras iniciarían al poco tiempo y estarían a cargo de reconocidos arquitectos, entre ellos el arquitecto Rafael Lorente.

## Instalaciones
Cuenta con amplias instalaciones para la promoción y el desarrollo de iniciativas culturales y sociales, así como también para el público infantil y juvenil. En las que se destacan la sala de exposiciones, las aulas para el uso de actividades e instancias colaborativas, y una mediateca abierta al público y con diversos documentos referidos a la cultura iberoamericana, concentrándose en temas de cultura, arte y literatura de España, historia, diseño, arquitectura y gestión cultural. 
En su subsuelo funciona auditorio, el cual en 2010 fue nombrado en homenaje a la actriz uruguaya Estela Medina.

## Galería

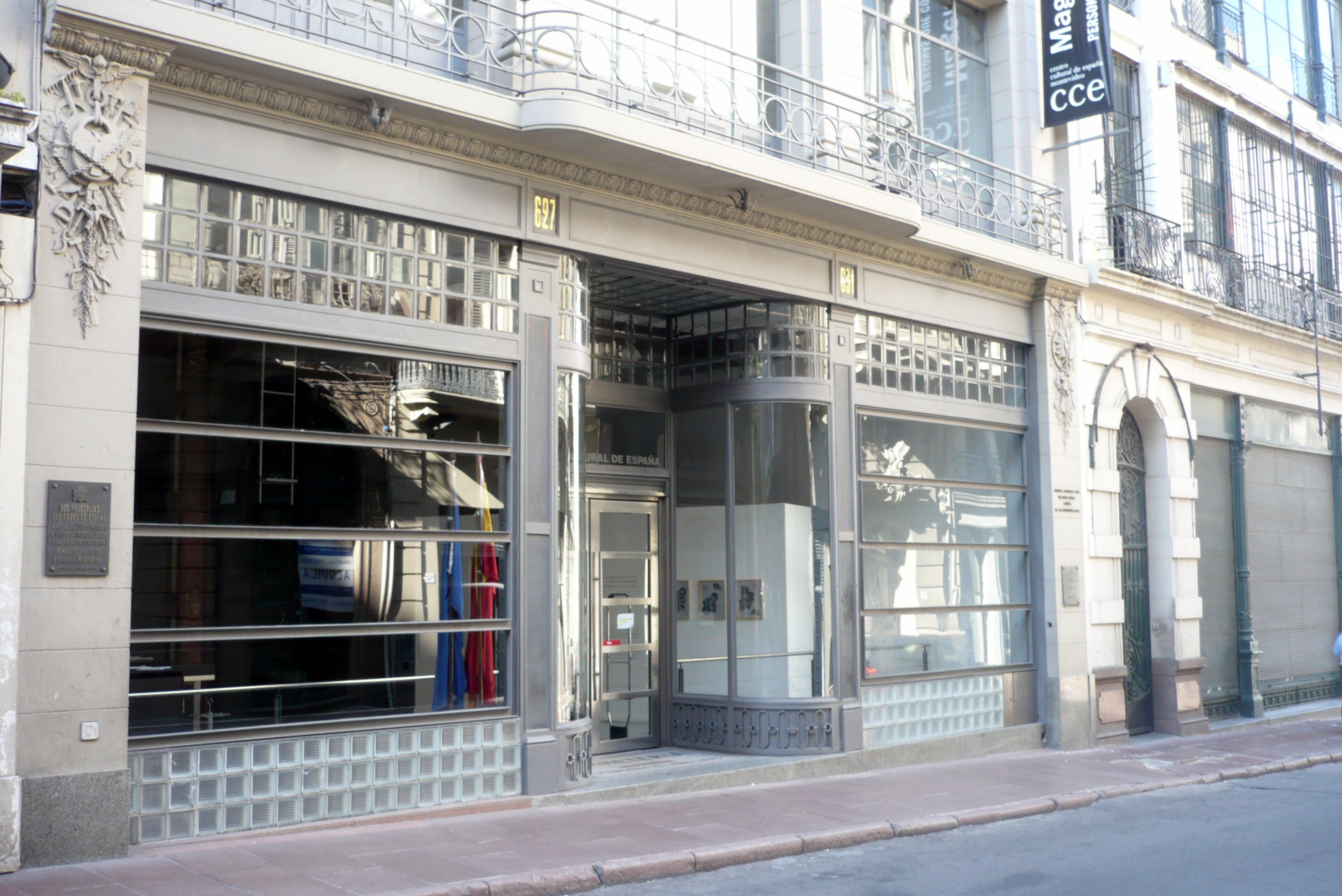
CCE Montevideo en 2012
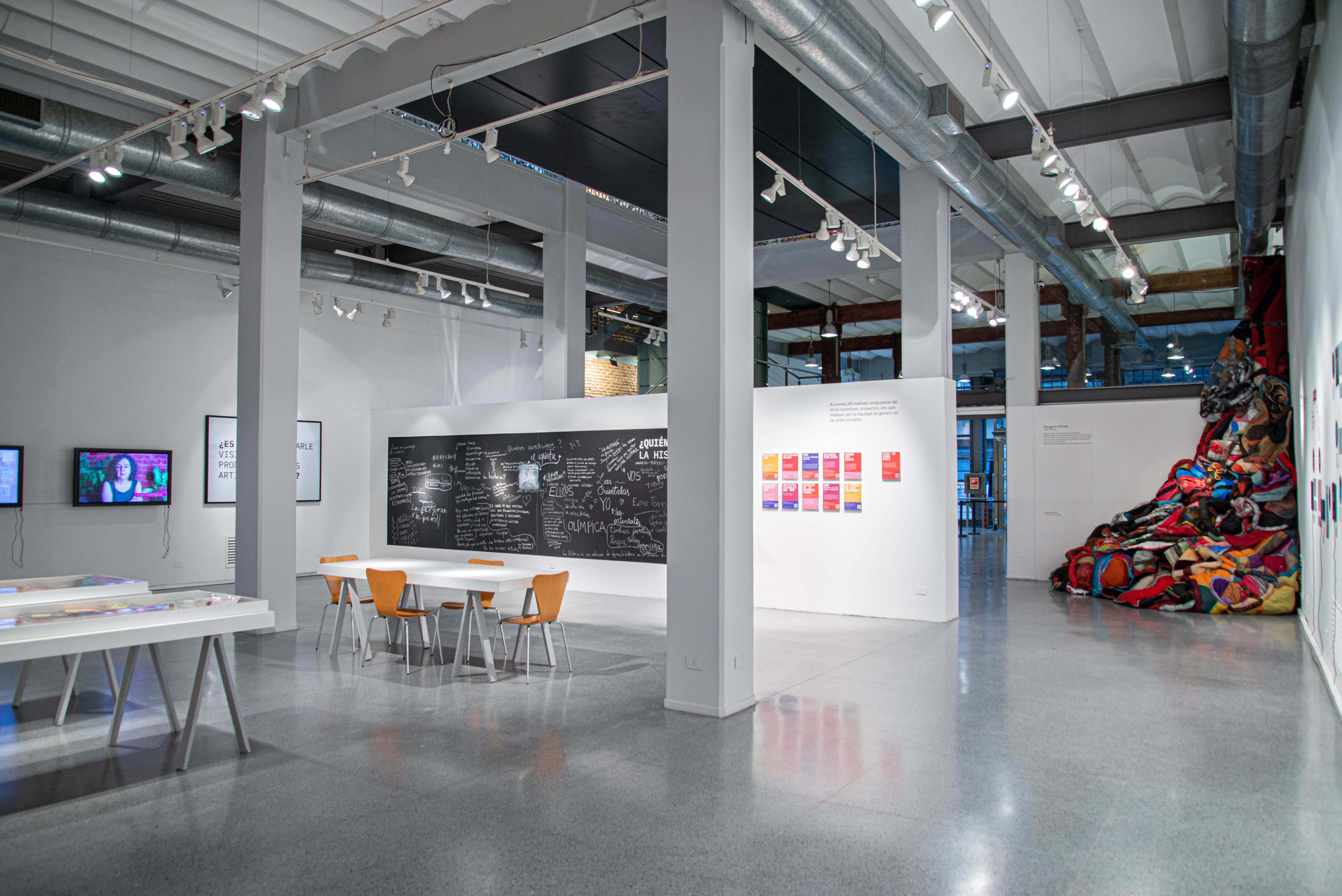
CCE Montevideo en 2020
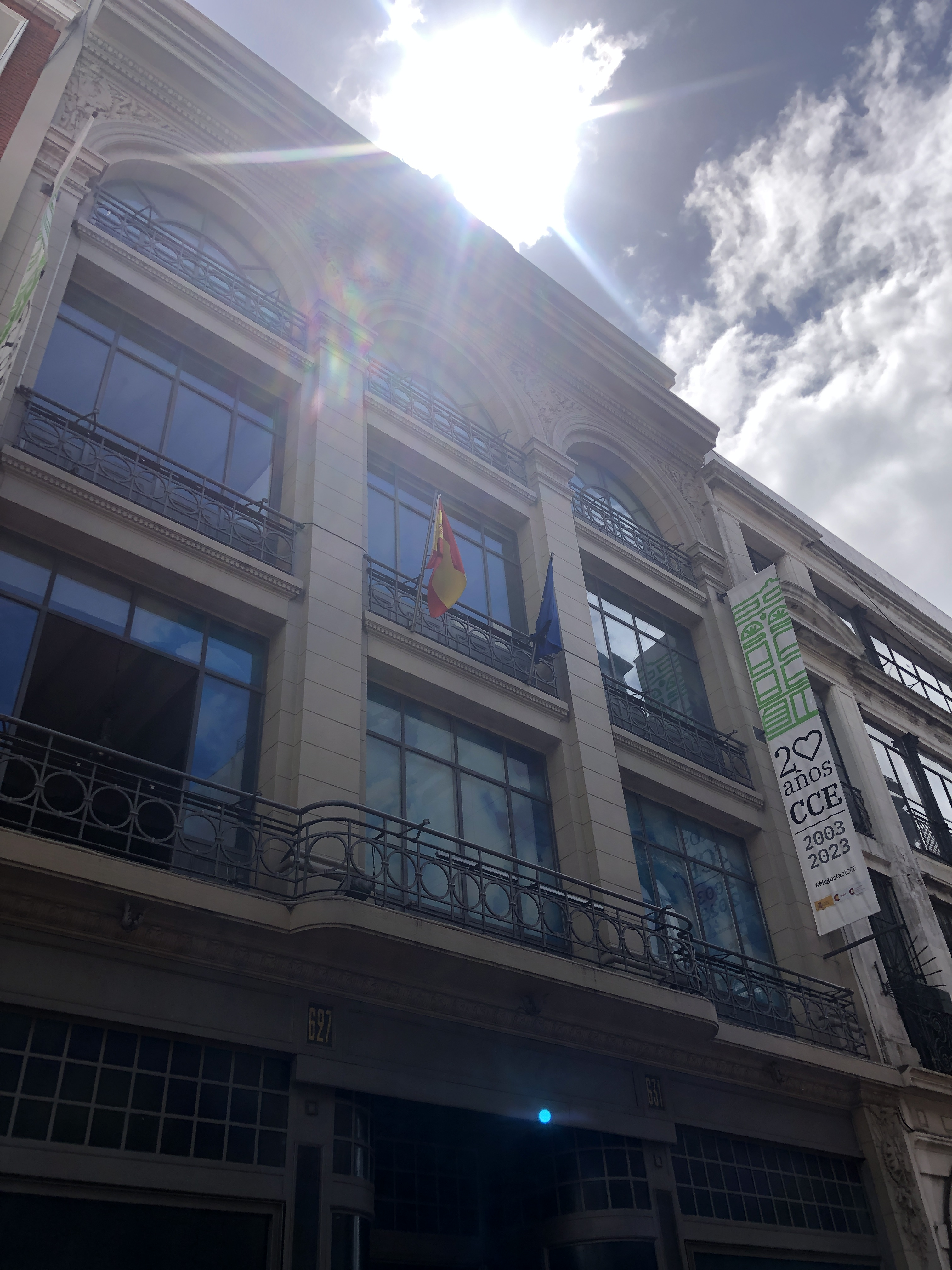
CCE Montevideo en 2024
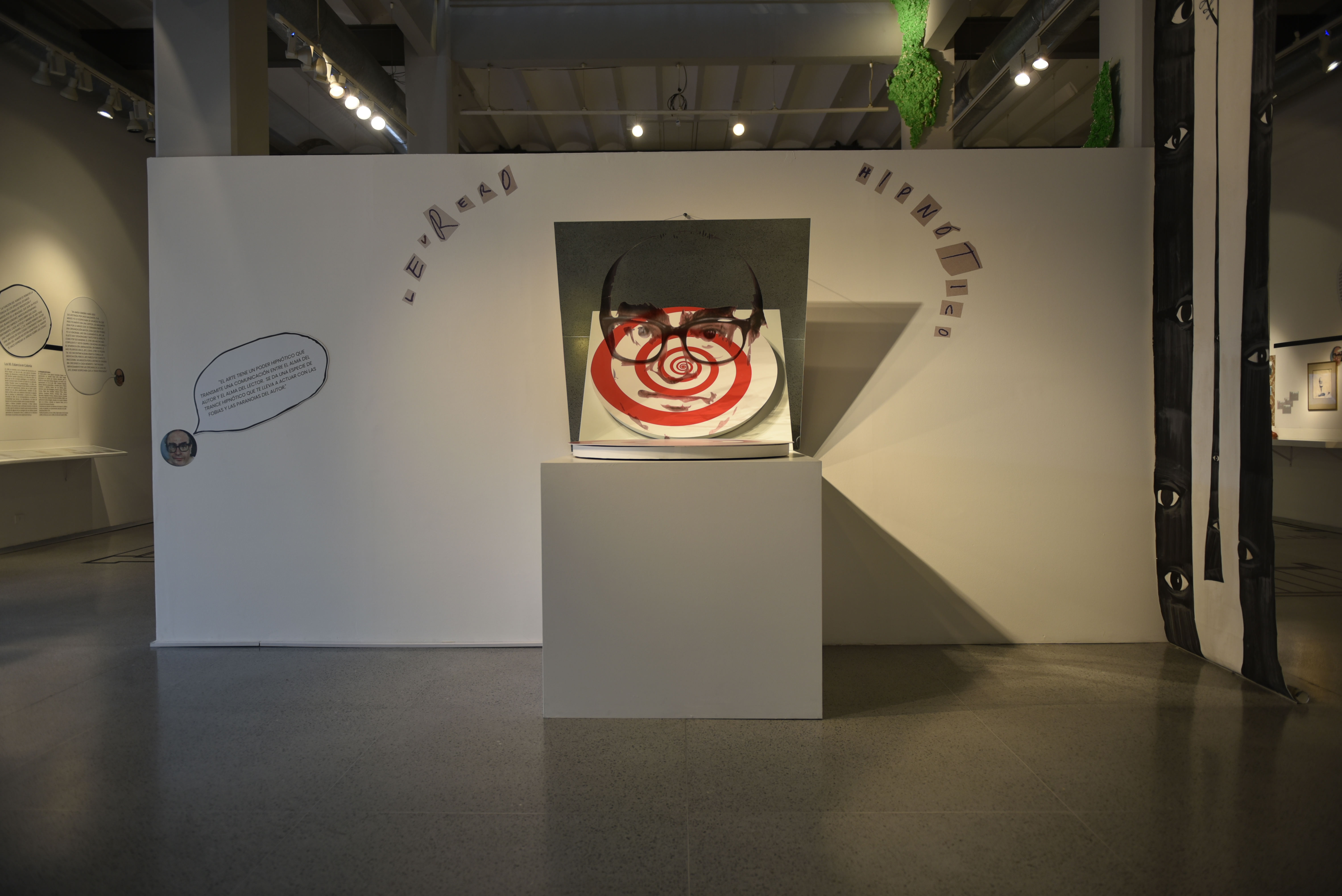
Sala de exposiciones
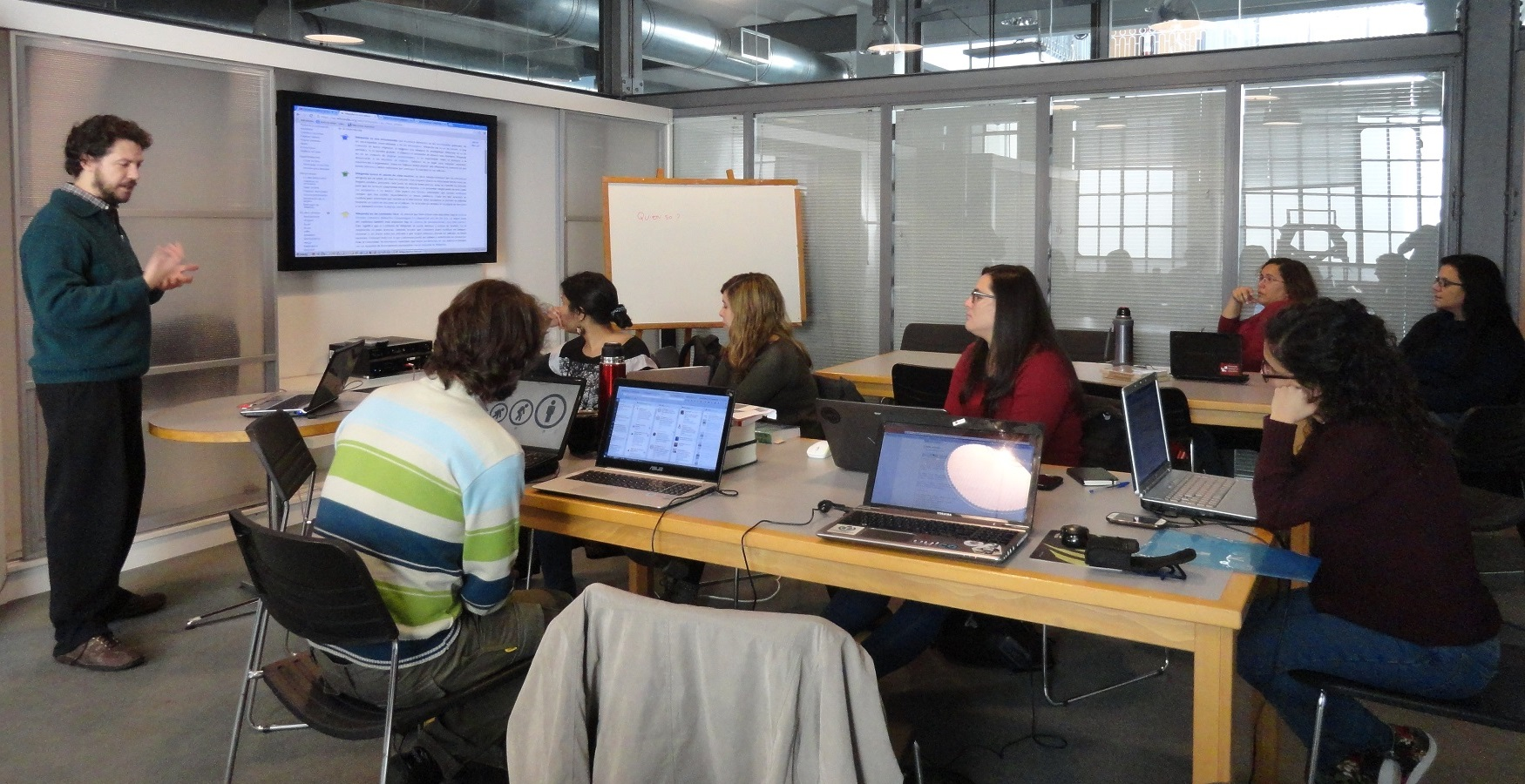
CCE Montevideo aula.